# Zatoglav
Zatoglav je naselje Općine Rogoznica u Šibensko-kninskoj županiji.

## Stanovništvo
Prema popisu iz 2011. naselje je imalo 61 stanovnika.

| broj stanovnika | 61    | 55    |
|                 | 2011. | 2021. |